# Angiopteris marchionica
Angiopteris marchionica är en kärlväxtart som beskrevs av E. Brown. Angiopteris marchionica ingår i släktet Angiopteris och familjen Marattiaceae. Inga underarter finns listade i Catalogue of Life.